# メニッペー
メニッペー（古希: Μενίππη, Menippē）は、ギリシア神話の女性である。長音を省略してメニッペとも表記される。主に、
- ペーネイオスの娘
- オーリーオーンの娘

のほか数人が知られている。以下に説明する。

## ペーネイオスの娘
このメニッペーは、テッサリアー地方の河神ペーネイオスの娘。ペラスゴスとの間にプラストールを生んだ。プラストールはイタリア半島に渡り、テュレーニア人の王となった。

## オーリーオーンの娘
このメニッペーは、コロポーンのニーカンドロスの『変身物語』およびコリンナの『ウェロイア』に基づくアントーニーヌス・リーベラーリスの物語によると、狩人でありアルテミスの恋人として名高いオーリーオーンの娘で、ヒュリエウスの孫にあたる。メーティオケーと姉妹。
ボイオーティア地方が疫病に襲われたとき、人々はアルカディアー地方の都市ゴルテュスのアポローンの神託に疫病の原因を伺った。すると、2人の娘が生贄として冥府の神ハーデースとペルセポネーに命を差し出すならば人々は救われるだろうとの答えが返ってきた。しかし誰も生贄になろうとしなかったときに、メニッペーとメーティオケーは自ら生贄になった。ペルセポネーとハーデースは2人を憐れんで天に上げると、彼女たちは彗星（コメーテース）になり、人々はオルコメノスに2人のために神殿を造営した。また彼女たちは死後、コローニデス（コローニスたち）と呼ばれた。
オウィディウスの『変身物語』によると彼女たちは星にはならず、火葬されたのち、その血筋が絶えないように灰の中から2人の若者が出現したという。

## その他の女性
- オーケアノスの3000人の娘たちオーケアニデスの1人[4]。
- ネーレウスの50人の娘たちネーレーイデスの1人[5]。
- 音楽家タミュリスの娘で[6]、オルペウスの母[6][7]。
- 一説によるとエウリュステウスの母[8]。